# محمد الشيباني
محمد إبراهيم الشيباني هو مدير ديوان حاكم دبي بدولة الإمارات العربية المتحدة. تم تعيينه بمرسوم أميري أصدره محمد بن راشد آل مكتوم نائب رئيس الدولة رئيس مجلس الوزراء بصفته حاكماً لإمارة دبي في يناير 2008. تخرج الشيباني من إحدى جامعات الولايات المتحدة الأميركية حاملاً شهادة البكالوريوس في علوم الكمبيوتر عام 1988.

## المناصب التي تولاها
- رئيس قسم شؤون الموظفين في ميناء راشد ثم مديرا لنفس الأدارة منذ سنه1988 وحتى 1993
- عمل في سلطة موانئ دبي والمنطقة الحرة بجبل علي مديرا للمبيعات من 1993 وحتى 1997 دبي.
- مدير عام شركة الخليج للاستثمارات في سنغافورة لمدة خمس سنوات.
- نائب رئيس مجلس إدارة اعمار العقارية.
- رئيس مجلس إدارة شركة الصكوك الوطنية.
- عضو مجلس إدارة شعاع كابيتال.
- رئيس مصرف دبي، المعروف حاليا بنك دبي الإسلامي.

## مناصبه حالياً
- رئيس المكتب التجاري لحكومة دبي في لندن لمدة سته سنوات وما زال.
- رئيس مكتب دبي الخاص بالأسرة الحاكمة في إمارة دبي.
- الرئيس التنفيذي لمؤسسة دبي للأستثمارات الحكومية.
- رئيسا لمجلس إدارة برنامج محمد بن راشد للإسكان.
- رئيس مجلس إدارة بنك دبي الإسلامي.
- نائب رئيس مجلس إدارة ديرة للاستثمارات.
- عضو مجلس إدارة دبي لصناعات الطيران.
- يرأس مجلس إدارة "دبي الإنسانية " بمرسوم صادر من الشيخ محمد بن راشد آل مكتوم عام 2023.[4]